# 붉은토끼풀
붉은토끼풀은 콩과에 속하는 여러해살이풀이다.
유럽 원산으로 전 세계에 자란다. 다 자라면 높이 약 30~60 센티미터에 이른다. 잎은 어긋나고 손바닥 모양의 3출엽이다. 작은 한 잎은 길이 3~5 센티미터, 너비 1~3 센티미터로 달걀 모양이거나 긴 타원 모양이다. 토끼풀처럼 잎 표면에 흰 무늬가 있다. 꽃은 6~7월에 피는데, 줄기나 가지 끝에 자주빛 또는 홍자색 꽃이 빽빽하게 모여 두상꽃차례를 이룬다. 꽃잎의 길이는 12~16 밀리미터로 조그맣다. 열매는 협과로 8~9월에 여문다.

## 사진

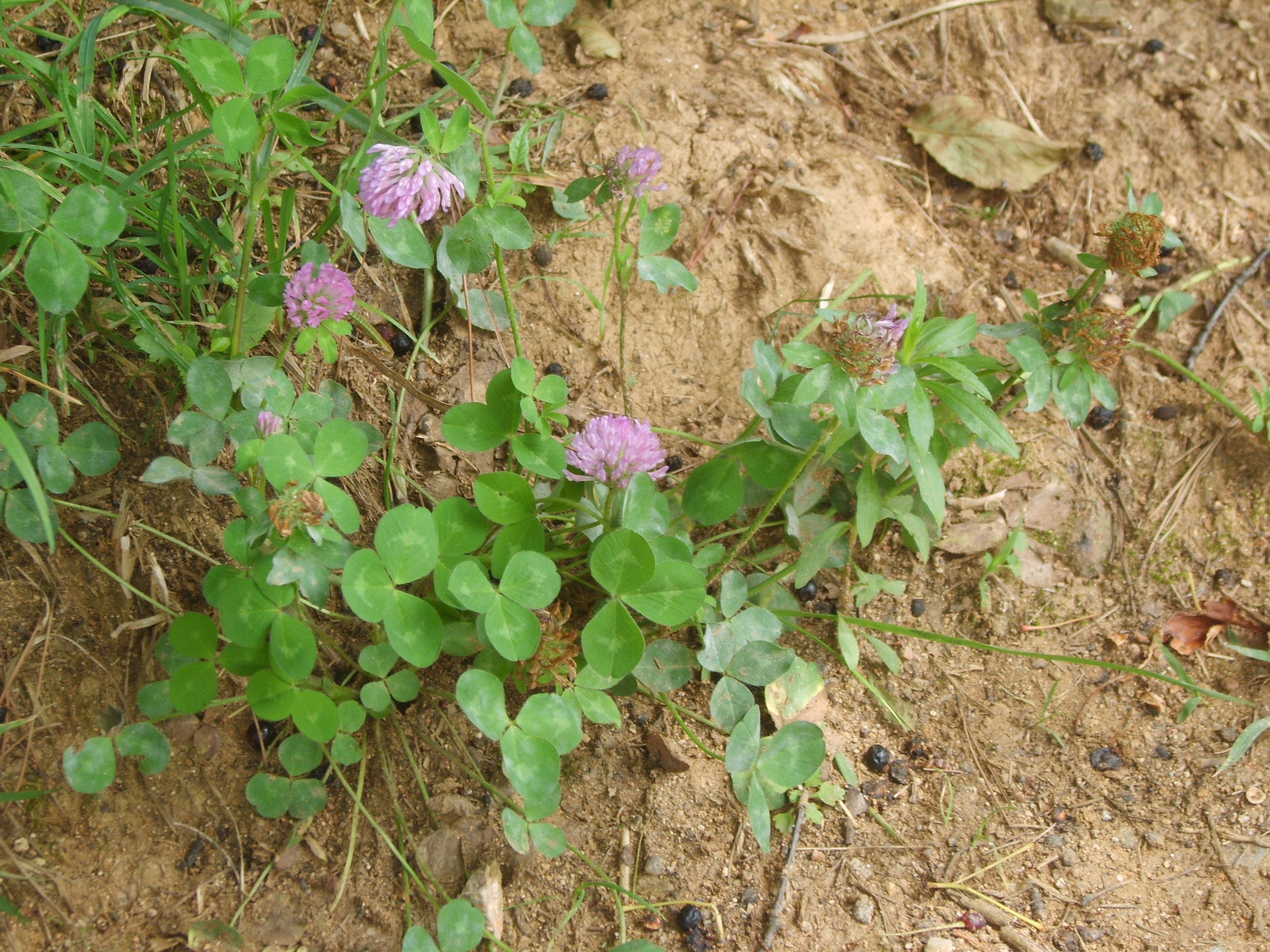
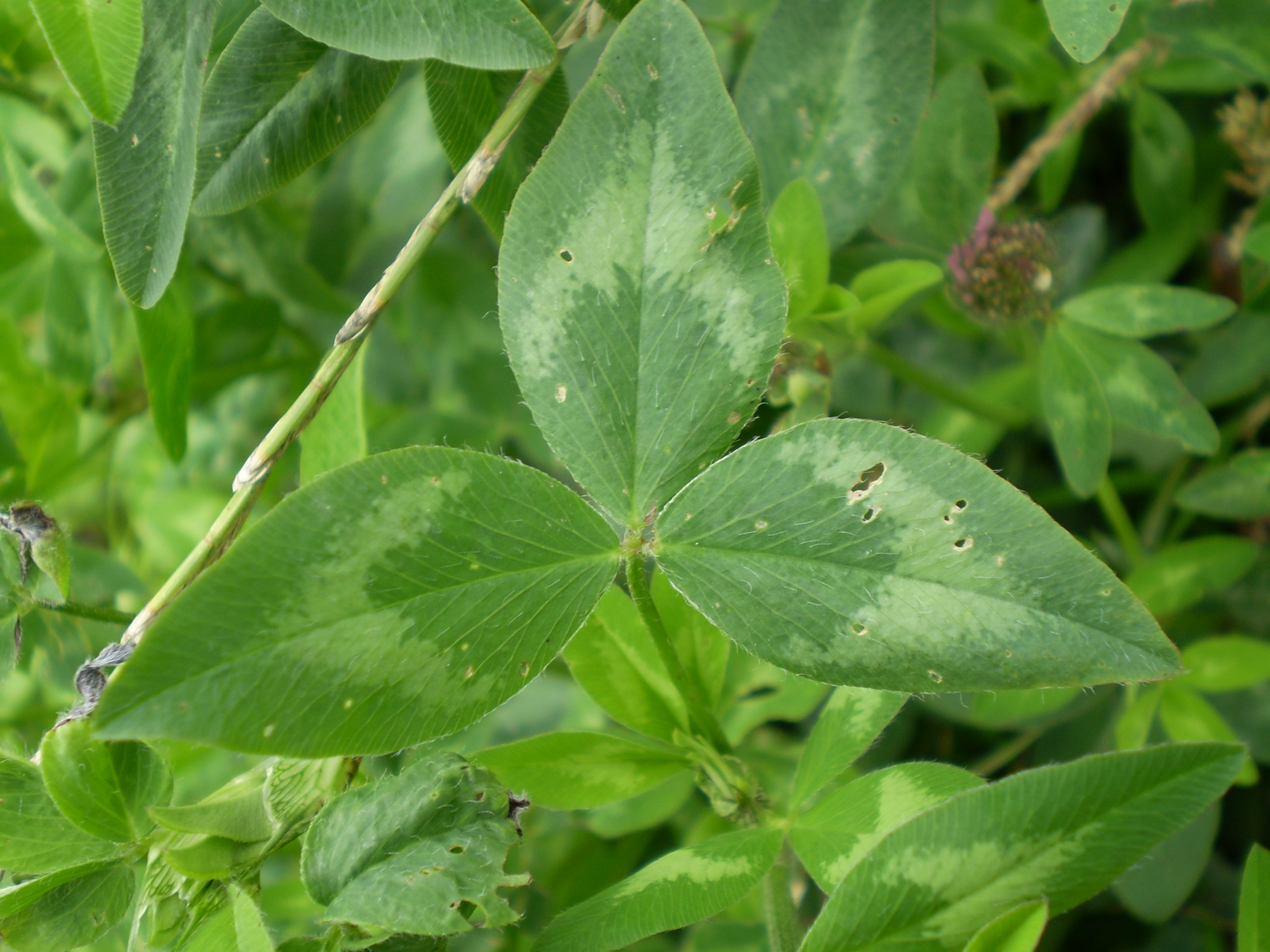
잎
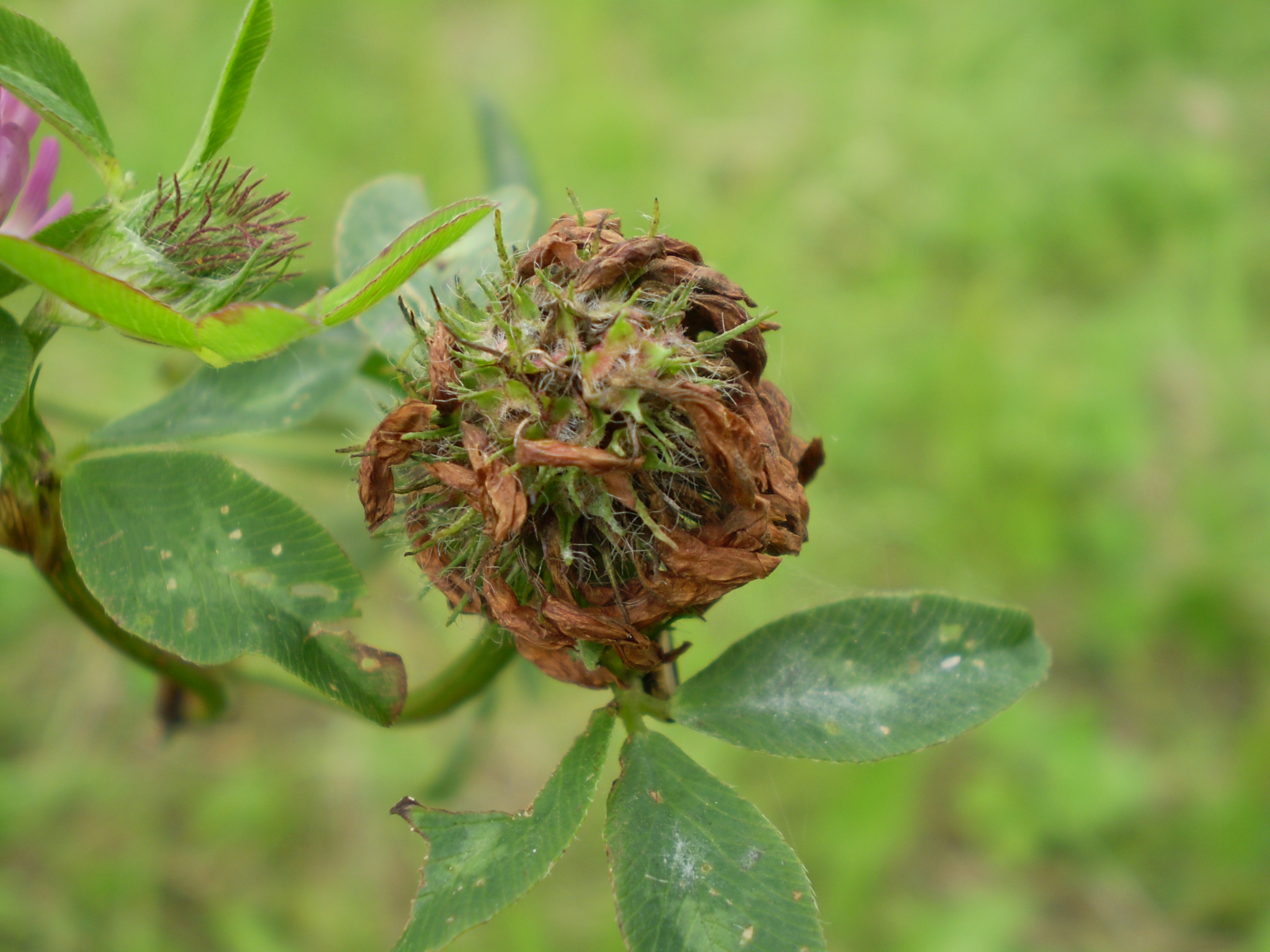
열매